# Rubus parahebecarpus
Rubus parahebecarpus är en rosväxtart som beskrevs av Heinrich E. Weber. Rubus parahebecarpus ingår i släktet rubusar, och familjen rosväxter. Inga underarter finns listade i Catalogue of Life.